# Thomas Schultze
Thomas Schultze, född 26 augusti 1657 i Säters stadsförsamling, Kopparbergs län, död 3 december 1726 i Norrbärke församling, Kopparbergs län, var en svensk präst.

## Biografi
Thomas Schultze föddes 1657 i Säters stadsförsamling. Han var son till rådmannen Keij Schultze och Elisabet Doms. Schultze blev 1675 student vid Uppsala universitet och avlade magisterexamen där 1688. Han blev 1689 konrektor vid Västerås trivialskola och 1691 lektor vid Västerås katedralskola. Den 27 september 1693 prästvigdes han och blev samma år assessor vid konsistoriet och rektor vid Katedralskolan. Var 1700 på förslag till kyrkoherde i Hedemora pastorat. Schultze blev 6 februari 1701 kyrkoherde i Norrbärke församling, tillträde 1702 och 12 oktober 1702 kontraktsprost i Norrbärke kontrakt. Han var vice preses vid prästmötet 1704 och preses vid prästmötet 1706. Schultze avled 1726 i Norrbärke församling och begravdes 22 januari 1727 av domprosten Tillaeus.

## Familj
Schultze gifte sig 27 december 1691 med Catharina Munktelius (1668–1732). Hon var dotter till kyrkoherden i Säters stadsförsamling. De fick tillsammans barnen Anna Schultze som var gift med handlande P. Ternsten i Köpin, kamreraren Samuel Schultze vid bergskollegium, Maria Schultze som var gift med komministern N. Holstenius, bergmästaren Lars Schultze vid Stora Kopparberget, Elisabet Schultze som var gift med sekreteraren J. Reuterhusen vid bergskollegium, bruksinspektorn Johan Schultze och Catharina Schultze som var gift med brukspatron Fredrik Rothoff.